# Sant’Anastasia (Kampanien)
Sant’Anastasia ist eine italienische Gemeinde (comune) mit 26.202 Einwohnern (Stand 31. Dezember 2023) in der Metropolitanstadt Neapel, Region Kampanien.
Die Nachbarorte von Sant’Anastasia sind Casalnuovo di Napoli, Ercolano, Pollena Trocchia, Pomigliano d’Arco und Somma Vesuviana.

## Bevölkerungsentwicklung
Sant’Anastasia zählt 8536 Privathaushalte. Zwischen 1991 und 2001 stieg die Einwohnerzahl von 27.300 auf 28.023. Dies entspricht einem prozentualen Zuwachs von 2,6 %.

## Persönlichkeiten
- Carlo Cattaneo (1883–1941), Admiral